# 松江地方検察庁
松江地方検察庁（まつえちほうけんさつちょう）は、島根県松江市にある日本の地方検察庁の一つで、島根県を管轄している。略称は、松江地検（まつえちけん）。
島根県を管轄しており、松江市に設置されている本庁のほか、出雲、浜田、益田および西郷に支部を設置している。

## 所在地
- 本庁 - 松江市母衣町50　北緯35度28分30.4秒 東経133度3分19.2秒 / 北緯35.475111度 東経133.055333度
一畑電車北松江線 松江しんじ湖温泉駅から徒歩25分
JR山陰線 松江駅から徒歩30分
市バス「北殿町」バス停から徒歩1分
一畑バス「県民会館前」バス停から徒歩7分
- 出雲支部 - 出雲市塩冶善行町13-3 出雲地方合同庁舎　北緯35度21分30.1秒 東経132度45分17.1秒 / 北緯35.358361度 東経132.754750度
JR山陰線 出雲市駅から徒歩7分
一畑電車北松江線 電鉄出雲市駅から徒歩7分
一畑バス「出雲郵便局前」バス停から徒歩1分
- 浜田支部 - 浜田市田町116-1 浜田法務合同庁舎　北緯34度53分58.8秒 東経132度4分53.1秒 / 北緯34.899667度 東経132.081417度
JR山陰線 浜田駅から徒歩15分
石見交通（バス）「田町」バス停から徒歩1分
- 益田支部 - 益田市幸町6-57　北緯34度40分19.2秒 東経131度51分17.9秒 / 北緯34.672000度 東経131.854972度
JR山陰線・山口線 益田駅から徒歩23分
石見交通（バス）「幸町」バス停から徒歩3分
- 西郷支部 - 隠岐郡隠岐の島町港町指向18-7　北緯36度12分17.3秒 東経133度19分45.3秒 / 北緯36.204806度 東経133.329250度
西郷港から徒歩13分

## 広報キャラクター
- しじみこ - 島根県の名産である「宍道湖のしじみ」と出雲大社の「巫女（みこ）さん」を合わせて2007年夏に誕生。

## 管轄
- 本庁
  - 松江区検察庁（松江市、安来市）
  - 雲南区検察庁（雲南市、仁多郡、飯石郡）
- 出雲支部
  - 出雲区検察庁（出雲市、大田市）
- 浜田支部
  - 浜田区検察庁（浜田市、江津市）
  - 川本区検察庁（邑智郡）
- 益田支部
  - 益田区検察庁（益田市、鹿足郡）
- 西郷支部
  - 西郷区検察庁（隠岐郡）

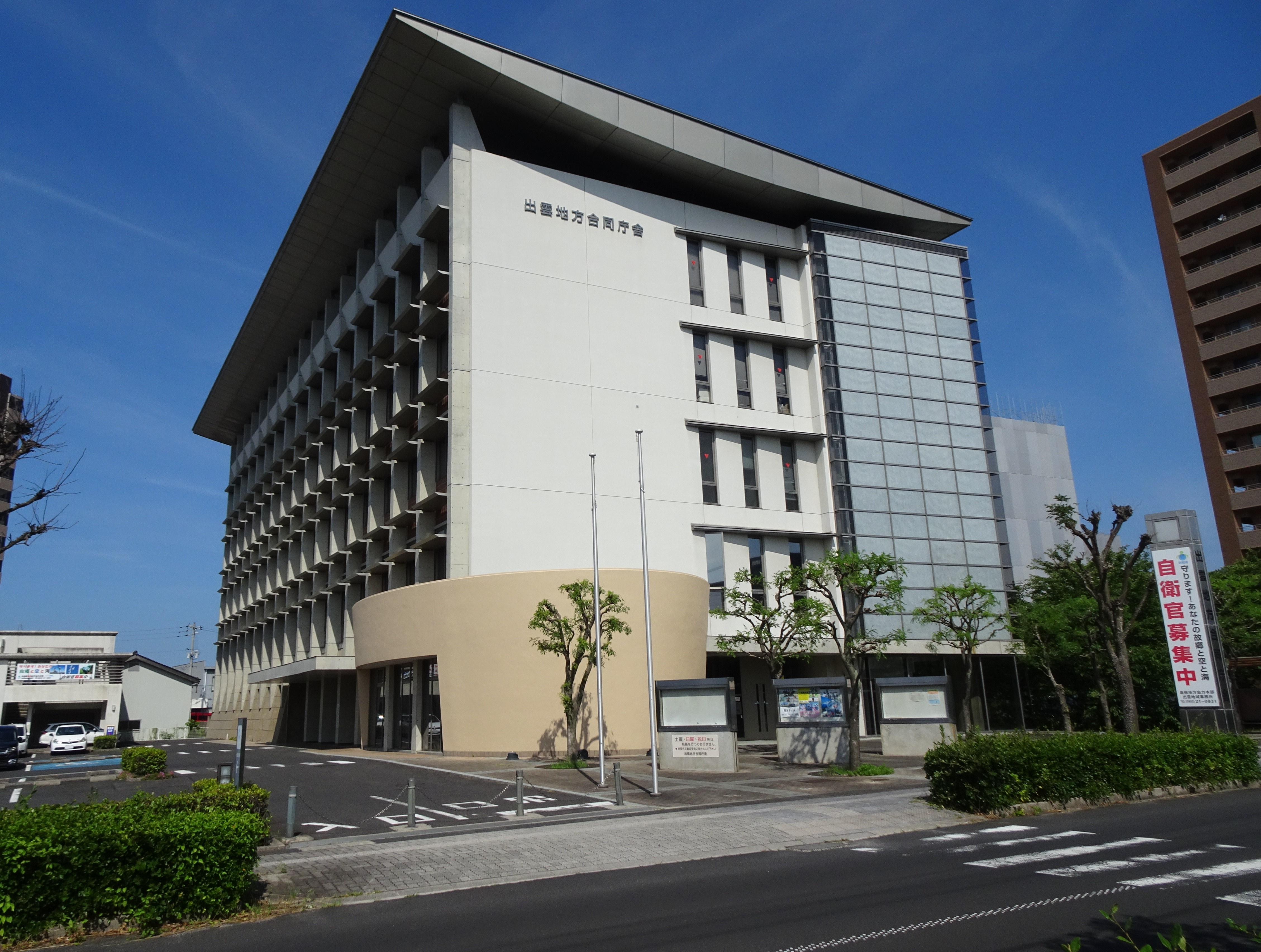
出雲支部が所在する出雲地方合同庁舎